# Contre le cinéma
Contre le cinéma est un livre de Guy Debord publié en 1964.

## Contenu
Le livre contient les scénarios des trois premiers films de Debord illustrés par des photogrammes des films. Les trois scénarios sont ceux de :
- Hurlements en faveur de Sade (1952)
- Sur le passage de quelques personnes à travers une assez courte unité de temps (1959)
- Critique de la séparation (1961)

Il est édité et préfacé par Asger Jorn. 

## Édition
- Contre le cinéma, Institut scandinave de vandalisme comparé, Aarhus, Danemark, 1964.